# Arteria carótida común
Las arterias carótidas comunes, tradicionalmente arterias carótidas primitivas, en número de dos, se hallan situadas a ambos lados de la región cervical anterior en el cuello. Esta arteria alcanza en el ser humano su mayor grado de desarrollo, por razón de las dimensiones verdaderamente preponderantes que presentan en él la cavidad craneal y su contenido.

## Origen
- La arteria carótida común derecha se inicia en la bifurcación del tronco braquiocefálico, junto con la arteria subclavia derecha.[3]

- La arteria carótida común izquierda nace directamente del arco aórtico, entre el tronco braquiocefálico y la arteria subclavia izquierda, por lo que esta tiene un trayecto de 2 cm en el interior del mediastino antes de ascender en el cuello.[3]

## Trayecto
Inmediatamente después de su origen, las carótidas comunes ascienden en el interior del paquete vasculo-nervioso del cuello junto con la vena yugular interna (VYI) y el nervio vago hasta el borde superior del cartílago tiroides, es en este punto en donde cada una de las arterias carótidas comunes da origen por bifurcación a las arterias carótida interna y carótida externa. 

### Disposiciones particulares
Las arterias carótidas, como ya se mencionó, tienen un distinto origen. Esto ocasiona diferencias de longitud, de relaciones y de dirección.
1. La carótida común izquierda es más larga que la del lado opuesto toda la altura del tronco braquiocefálico, es decir 2 o 2,5 cm.
2. La carótida común derecha se dirige verticalmente hacia arriba desde su origen, la izquierda en cambio sigue primero un trayecto levemente oblicuo hacia arriba y afuera, y solo al llegar a la región cervical asciende verticalmente, paralela a la arteria derecha.

## Relaciones

### Porción torácica
La arteria carótida común izquierda nace del cayado de la aorta en su segmento ascendente, no lejos de su punto culminante: el tronco arterial braquiocefálico está situado delante y por dentro de ella; la arteria subclavia izquierda, detrás y por fuera. 
- Anteriormente se relaciona directamente con el tronco venoso braquiocefálico izquierdo. Este, después de haber cruzado casi verticalmente la arteria subclavia izquierda y el nervio frénico izquierdo, desciende por su cara externa.

Entre la arteria carótida y el tronco venoso se insinúan los nervios cardiacos superiores del vago. Más allá de la vena, la arteria se proyecta sobre la parte superior del manubrio esternal.
- Medialmente, la arteria sigue la parte lateral de la tráquea, a cierta distancia, sin embargo; a la entrada del tórax estos dos órganos están en el mismo plano frontal. Más arriba la arteria discurre en un plano ligeramente posterior. El esófago está en un plano más posterior que la arteria y queda a 1,5 cm aproximadamente de la cara medial de la arteria. Por el canal tráqueo-esofágico sube el nervio laríngeo recurrente izquierdo. Por delante de la tráquea, el troncoarterial braquiocefálico se dirige oblicuamente hacia arriba y a la derecha y pierde rápidamente toda relación con la arteria carótida común izquierda.La arteria carótida común y sus ramas principales

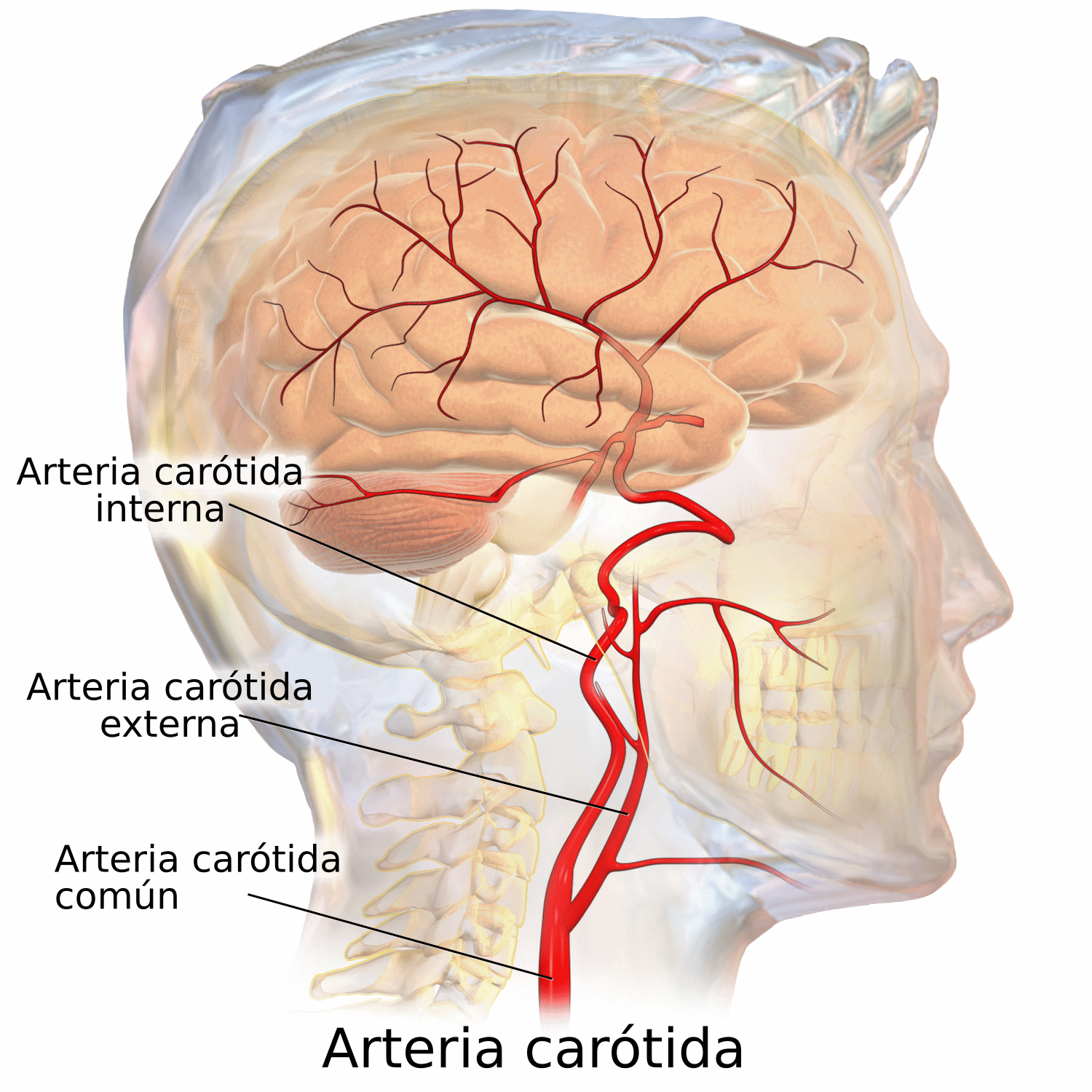
La arteria carótida común y sus ramas principales

- Lateralmente, la arteria, seguida por delante del frénico y por detrás del vago, sube a lo largo de la pleura mediastina.
- Posteriormente se mantienen bastante lejos del plano prevertebral, del que la separa la arteria subclavia izquierda y luego el conducto torácico.

El origen de la arteria carótida común derecha se encuentra en la parte más interna de la región supraclavicular. 
- Anteriormente corresponde a la articulación esternoclavicular; es señalado por el intersticio que separa los dos manojos esternal y clavicular del músculo esternocleidomastoideo.
- Medialmente, la arteria carótida derecha ofrece en su origen relaciones íntimas con la tráquea, mientras que su homóloga del lado izquierdo queda aún distante de ella.
- Lateralmente la arteria subclavia derecha se separa en ángulo agudo, mientras que la izquierda se halla en un plano más posterior y ya mucho más alejada.

### Porción cervical
En el cuello las dos arterias tienen relaciones sensiblemente análogas. Las diferencias se van atenuando conforme se asciende. Las dos carótidas comunes discurren a cada lado del eje tráqueo-esofágico, luego laringofaríngeo. Cada una de ellas está encerrada en una región prismática, triangular al corte, que constituye la región carotídea.

## Ramas
Las dos carótidas comunes no emiten en su trayecto ninguna rama colateral. Al nivel del borde superior del cartílago tiroides se bifurca cada una en dos ramas terminales:
- La carótida externa, que se distribuye por la cara y la capa craneal.
- La carótida interna, destinada a los centros encefálicos y al órgano de la visión.

## Árbol arterial completo en la Terminología Anatómica
El árbol arterial que recoge la Terminología Anatómica para la arteria carótida común es el siguiente:

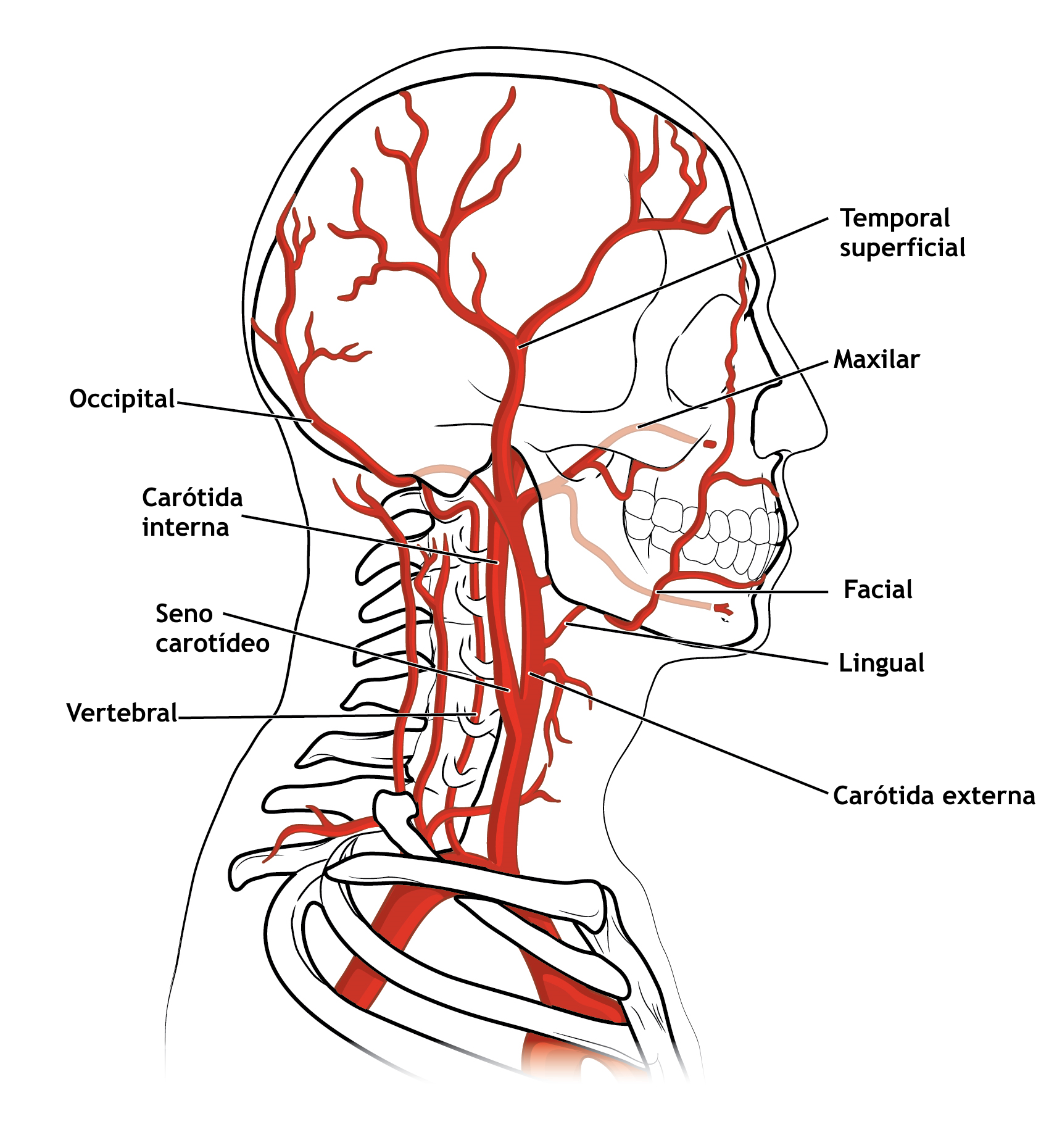
Arteria carótida común

A12.2.04.007 Glomus carotídeo; Cuerpo carotídeo (glomus caroticum)
A12.2.04.008 Seno carotídeo (sinus caroticus)
A12.2.04.009 Bifurcación carotídea (bifurcatio carotidis)
A12.2.05.001 Arteria carótida externa (arteria carotis externa)
A12.2.05.002 Arteria tiroidea superior (arteria thyroidea superior)
A12.2.05.003 Rama infrahioidea de la arteria tiroidea superior (ramus infrahyoideus arteriae thyroideae superioris)
A12.2.05.004 Rama estemocleidomastoidea de la arteria tiroidea superior (ramus sternocleidomastoideus arteriae thyroideae superioris)
A12.2.05.005 Arteria laríngea superior (arteria laryngea superior)
A12.2.05.006 Rama cricotiroidea de la arteria tiroidea superior (ramus cricothyroideus arteriae thyroideae superioris)
A12.2.05.007 Rama glandular anterior de la arteria tiroidea superior (ramus glandularis anterior arteriae thyroideae superioris)
A12.2.05.008 Rama glandular posterior de la arteria tiroidea superior (ramus glandularis posterior arteriae thyroideae superioris)
A12.2.05.009 Rama glandular lateral de la arteria tiroidea superior (ramus glandularis lateralis arteriae thyroideae superioris)
A12.2.05.010 Arteria faríngea ascendente (arteria pharyngea ascendens)
A12.2.05.011 Arteria meníngea posterior (arteria meningea posterior)
A12.2.05.012 Ramas faríngeas de la arteria faríngea ascendente (rami pharyngeales arteriae pharyngeae ascendentis)
A12.2.05.013 Arteria timpánica inferior (arteria tympanica inferior)
A12.2.05.014 Tronco linguofacial (truncus linguofacialis)
A12.2.05.015 Arteria lingual (arteria lingualis)
A12.2.05.016 Rama suprahioidea de la arteria lingual (ramus suprahyoideus arteriae lingualis)
A12.2.05.017 Ramas linguales dorsales (rami dorsales arteriae linguae)
A12.2.05.018 Arteria sublingual (arteria sublingualis)
A12.2.05.019 Arteria lingual profunda (arteria profunda linguae)
A12.2.05.020 Arteria facial (arteria facialis)
A12.2.05.021 Arteria palatina ascendente (arteria palatina ascendens)
A12.2.05.022 Rama tonsilar de la arteria facial (ramus tonsillaris arteriae facialis)
A12.2.05.023 Arteria submentoniana (arteria submentalis)
A12.2.05.024 Ramas glandulares de la arteria facial (rami glandulares arteriae facialis)
A12.2.05.025 Arteria labial inferior (arteria labialis inferior)
A12.2.05.026 Arteria labial superior (arteria labialis superior)
- A12.2.05.027 Rama del tabique nasal de la arteria labial superior (ramus septi nasi arteriae labialis superioris)

A12.2.05.028 Rama nasal lateral de la arteria facial (ramus lateralis nasi arteriae facialis)
A12.2.05.029 Arteria angular (arteria angularis)
A12.2.05.030 Arteria occipital (arteria occipitalis)
A12.2.05.031 Rama mastoidea de la arteria occipital (ramus mastoideus arteriae occipitalis)
A12.2.05.032 Rama auricular de la arteria occipital (ramus auricularis arteriae occipitalis)
A12.2.05.033 Ramas estemocleidomastoideas de la arteria occipital (rami sternocleidomastoidei arteriae occipitalis)
A12.2.05.034 Ramas occipitales de la arteria occipital (rami occipitales arteriae occipitalis)
A12.2.05.035 Rama meníngea de la arteria occipital (ramus meningeus arteriae occipitalis)
A12.2.05.036 Rama descendente de la arteria occipital (ramus descendens arteriae occipitalis)
A12.2.05.037 Arteria auricular posterior (arteria auricularis posterior)
A12.2.05.038 Arteria estilomastoidea (arteria stylomastoidea)
A12.2.05.039 Arteria timpánica posterior (arteria tympanica posterior)
- A12.2.05.040 Ramas mastoideas de la arteria timpánica posterior (rami mastoidei arteriae tympanicae posterioris)
- A12.2.05.041 Rama estapedia de la arteria timpánica posterior (ramus stapedius arteriae tympanicae posterioris)

A12.2.05.042 Rama auricular de la arteria auricular posterior (ramus auricularis arteriae auricularis posterioris)
A12.2.05.043 Rama occipital de la arteria auricular posterior (ramus occipitalis arteriae auricularis posterioris)
A12.2.05.044 Rama parotídea de la arteria auricular posterior (ramus parotideus arteriae auricularis posterioris)
A12.2.05.045 Arteria temporal superficial (arteria temporalis superficialis)
A12.2.05.046 Rama parotídea de la arteria temporal superficial (ramus parotideus arteriae temporalis superficialis)
A12.2.05.047 Arteria facial transversa (arteria transversa faciei)
A12.2.05.048 Ramas auriculares anteriores de la arteria temporal superficial (rami auriculares anteriores arteriae temporalis superficialis)
A12.2.05.049 Arteria cigomático-orbitaria (arteria zygomaticoorbitalis)
A12.2.05.050 Arteria temporal media (arteria temporalis media)
A12.2.05.051 Rama frontal de la arteria temporal superficial (ramus frontalis arteriae temporalis superficialis)
A12.2.05.052 Rama parietal de la arteria occipital medial (ramus parietalis arteriae occipitalis medialis)
A12.2.05.053 Arteria maxilar (arteria maxillaris)
A12.2.05.054 Arteria auricular profunda (arteria auricularis profunda)
A12.2.05.055 Arteria timpánica anterior (arteria tympanica anterior)
A12.2.05.056 Arteria alveolar inferior (arteria alveolaris inferior)
- A12.2.05.057 Ramas dentales de la arteria alveolar inferior (rami dentales arteriae alveolaris inferioris)
- A12.2.05.058 Ramas peridentales de la arteria alveolar inferior (rami peridentales arteriae alveolaris inferioris)
- A12.2.05.059 Rama mentoniana de la arteria alveolar inferior (ramus mentalis arteriae alveolaris inferioris)
- A12.2.05.060 Rama milohioidea de la arteria alveolar inferior (ramus mylohyoideus arteriae alveolaris inferioris)

A12.2.05.061 Arteria meníngea media (arteria meningea media)
- A12.2.05.062 Rama accesoria de la arteria meníngea media (ramus accessorius arteriae meningeae mediae)
- A12.2.05.063 Rama frontal de la arteria meníngea media (ramus frontalis arteriae meningeae mediae)
- A12.2.05.064 Rama orbitaria (ramus orbitalis arteriae meningeae mediae)
- A12.2.05.065 Rama parietal de la arteria meníngea media (ramus parietalis arteriae meningeae mediae)
- A12.2.05.066 Rama petrosa de la arteria meníngea media (ramus petrosus arteriae meningeae mediae)
- A12.2.05.067 Arteria timpánica superior (arteria tympanica superior)
- A12.2.05.068 Rama anastomótica con la arteria lagrimal de la arteria meníngea media (ramus anastomoticus cum arteria lacrimali arteriae meningeae mediae)

A12.2.05.069 Arteria pterigomeníngea (arteria pterygomeningea)
A12.2.05.070 Arteria maseterina (arteria masseterica)
A12.2.05.071 Arteria temporal profunda anterior (arteria temporalis profunda anterior)
A12.2.05.072 Arteria temporal profunda posterior (arteria temporalis profunda posterior)
- A12.2.05.073 Ramas pterigoideas de la arteria temporal profunda posterior (rami pterygoidei arteriae temporalis profundae posterioris)

A12.2.05.074 Arteria bucal (arteria buccalis)
A12.2.05.075 Arteria alveolar superior (arteria alveolaris superior posterior)
- A12.2.05.076 Ramas dentales de la arteria alveolar superior (rami dentales arteriae alveolaris superioris posterioris)
- A12.2.05.077 Ramas peridentales de la arteria alveolar superior (rami peridentales arteriae alveolaris superioris posterioris)

A12.2.05.078 Arteria infraorbitaria (arteria infraorbitalis)
- A12.2.05.079 Arterias alveolares superiores anteriores (arteriae alveolares superiores anteriores)
- A12.2.05.080 Ramas dentales de la arteria infraorbitaria (rami dentales arteriae infraorbitalis)
- A12.2.05.081 Ramas peridentales de la arteria infraorbitaria (rami peridentales arteriae infraorbitalis)

A12.2.05.082 Arteria del conducto pterigoideo (arteria canalis pterygoidei)
- A12.2.05.083 Rama faríngea de la arteria del conducto pterigoideo (ramus pharyngeus arteriae canalis pteygoidei)

A12.2.05.084 Arteria palatina descendente (arteria palatina descendens)
- A12.2.05.085 Arteria palatina mayor (arteria palatina major)
- A12.2.05.086 Arterias palatinas menores (arteriae palatinae minores)
- A12.2.05.087 Rama faríngea de la arteria palatina descendente (ramus pharyngeus arteriae palatinae descendentis)

A12.2.05.088 Arteria esfenopalatina (arteria sphenopalatina)
- A12.2.05.089 Arterias nasales posteriores laterales (arteriae nasales posteriores laterales)
- A12.2.05.090 Ramas septales posteriores de la arteria esfenopalatina (rami septales posteriores arteriae sphenopalatinae)

A12.2.06.001 Arteria carótida interna (arteria carotis interna)
A12.2.06.002 Porción cervical de la arteria carótida interna (pars cervicalis arteriae carotidis internae)
A12.2.06.003 Seno carotídeo (sinus caroticus)
A12.2.06.004 Porción petrosa de la arteria carótida interna (pars petrosa arteriae carotidis internae)
A12.2.06.005 Arterias carotidotimpánicas (arteriae caroticotympanicae)
A12.2.06.006 Arterias del conducto pterigoideo (arteria canalis pterygoidei)
A12.2.06.007 Porción cavernosa de la arteria carótida interna (pars cavernosa arteriae carotidis internae)
A12.2.06.008 Rama basal del tentorio de la porción cavernosa de la arteria carótida interna (ramus basalis tentorii partis cavernosae arteriae carotidis internae)
A12.2.06.009 Rama marginal del tentorio de la porción cavernosa de la arteria carótida interna (ramus marginalis tentorii partis cavernosae arteriae carotidis internae)
A12.2.06.010 Rama meníngea de la porción cavernosa de la arteria carótida interna (ramus meningeus partis cavernosae arteriae carotidis internae)
A12.2.06.011 Rama del seno cavernoso de la porción cavernosa de la arteria carótida interna (ramus sinus cavernosi partis cavernosae arteriae carotidis internae)
A12.2.06.012 Arteria hipofisaria inferior (arteria hypophysialis inferior)
A12.2.06.013 Ramas del ganglio del trigémino de la porción cavernosa de la arteria carótida interna (rami ganglionis trigeminales partis cavernosae arteriae carotidis internae)
A12.2.06.014 Ramas nervorum de la porción cavernosa de la arteria carótida interna (rami nervorum partis cavernosae arteriae carotidis internae)
A12.2.06.015 Porción cerebral de la arteria carótida interna (pars cerebralis arteriae carotidis internae)
A12.2.06.016 Arteria oftálmica (arteria ophthalmica)
A12.2.06.017 Arteria hipofisaria superior (arteria hypophysialis superior)
A12.2.06.018 Arteria comunicante posterior (arteria communicans posterior)
A12.2.06.019 Arteria coroidea anterior (arteria choroidea anterior)
A12.2.06.020 Arteria del uncus (arteria uncalis)
A12.2.06.021 Ramas del clivus de la porción cerebral de la arteria carótida interna (rami clivales partis cerebralis arteriae carotidis internae)
A12.2.06.022 Rama meníngea de la porción cerebral de la arteria carótida interna (ramus meningeus partis cerebralis arteriae carotidis internae)
A12.2.06.023 Sifón carotídeo (siphon caroticum)
A12.2.06.016 Arteria oftálmica (arteria ophthalmica)
A12.2.06.024 Arteria central de la retina (arteria centralis retinae)
- A12.2.06.025 Porción extraocular de la arteria central de la retina (pars extraocularis arteriae centralis retinae)
- A12.2.06.026 Porción intraocular de la arteria central de la retina (pars intraocularis arteriae centralis retinae)

A12.2.06.027 Arteria lagrimal (arteria lacrimalis)
- A12.2.06.028 Rama anastomótica de la arteria lagrimal con la arteria meníngea media (ramus anastomoticus arteriae lacrimalis cum arteriae meningeae mediae)
- A12.2.06.029 Arterias palpebrales laterales (arteriae palpebrales laterales)

A12.2.06.030 Rama meníngea recurrente de la arteria oftálmica (ramus meningeus recurrens arteriae ophthalamicae)
A12.2.06.031 Arterias ciliares posteriores cortas (arteriae ciliares posteriores breves)
A12.2.06.032 Arterias ciliares posteriores largas (arteriae ciliares posteriores longae)
A12.2.06.033 Arterias musculares (arteriae musculares)
- A12.2.06.034 Arterias ciliares anteriores (arteriae ciliares anteriores)
- A12.2.06.035 Arterias conjuntivales anteriores (arteriae conjunctivales anteriores)
- A12.2.06.036 Arterias epiesclerales (arteriae episclerales)

A12.2.06.037 Arteria supraorbitaria (arteria supraorbitalis)
- A12.2.06.038 Rama diploica (ramus diploicus)

A12.2.06.039 Arteria etmoidal anterior (arteria ethmoidalis anterior)
- A12.2.06.040 Rama meníngea anterior de la arteria etmoidal anterior (ramus meningeus anterior arteriae ethmoidalis anterioris)
- A12.2.06.041 Ramas septales anteriores de la arteria etmoidal anterior (rami septales anteriores arteriae ethmoidalis anterioris)
- A12.2.06.042 Ramas nasales anteriores laterales de la arteria etmoidal anterior (rami nasales anteriores laterales arteriae ethmoidalis anterioris)

A12.2.06.043 Arteria etmoidal posterior (arteria ethmoidalis posterior)
A12.2.06.044 Arterias palpebrales mediales (arteriae palpebrales mediales)
- A12.2.06.045 Arterias conjuntivales posteriores (arteriae conjunctivales posteriores)
- A12.2.06.046 Arco palpebral inferior (arcus palpebralis inferior)
- A12.2.06.047 Arco palpebral superior (arcus palpebralis superior)

A12.2.06.048 Arteria supratroclear (arteria supratrochlearis)
A12.2.06.049 Arteria nasal dorsal (arteria dorsalis nasi)
A12.2.07.001 Arterias del encéfalo (arteriae encephali)
A12.2.06.019 Arteria coroidea anterior (arteria choroidea anterior)
- A12.2.07.002 Ramas coroideas del ventrículo lateral de la arteria coroidea anterior (rami choroidei ventriculi lateralis arteriae choroideae anterioris)
- A12.2.07.003 Ramas coroideas del tercer ventrículo de la arteria coroidea anterior (rami choroidei ventriculi tertii arteriae choroideae anterioris)
- A12.2.07.004 Ramas de la sustancia perforada anterior de la arteria coroidea anterior (rami substantiae perforatae anterioris arteriae choroideae anterioris)
- A12.2.07.005 Ramas quiasmáticas de la arteria coroidea anterior (rami chiasmatici arteriae choroideae anterioris)
- A12.2.07.006 Ramas del tracto óptico de la arteria coroidea anterior (rami tractus optici arteriae choroideae anterioris)
- A12.2.07.007 Ramas del cuerpo geniculado lateral de la arteria coroidea anterior (rami corporis geniculati lateralis arteriae choroideae anterioris)
- A12.2.07.008 Ramas de la rodilla de la cápsula interna de la arteria coroidea anterior (rami genus capsulae internae arteriae choroideae anterioris)
- A12.2.07.009 Ramas del brazo posterior de la cápsula interna de la arteria coroidea anterior (rami cruris posterioris capsulae internae arteriae choroideae anterioris)
- A12.2.07.010 Ramas de la porción retrolenticular de la cápsula interna de la arteria coroidea anterior (rami partis retrolentiformis capsulae internae arteriae choroideae anterioris)
- A12.2.07.011 Ramas del globo pálido de la arteria coroidea anterior (rami globi pallidi arteriae choroideae anterioris)
- A12.2.07.012 Ramas de la cola del núcleo caudado de la arteria coroidea anterior (rami caudae nuclei caudati arteriae choroideae anterioris)
- A12.2.07.013 Ramas del hipocampo de la arteria coroidea anterior (rami hippocampi arteriae choroideae anterioris)
- A12.2.07.014 Ramas del uncus de la arteria coroidea anterior (rami uncales arteriae choroideae anterioris)
- A12.2.07.015 Ramas del cuerpo amigdalino de la arteria coroidea anterior (rami corporis amygdaloidei arteriae choroideae anterioris)
- A12.2.07.016 Ramas del túber cinereum de la arteria coroidea anterior (rami tuberis cinerei arteriae choroideae anterior)
- A12.2.07.017 Ramas de los núcleos del hipotálamo de la arteria coroidea anterior (rami nucleorum hypothalami arteriae choroideae anterioris)
- A12.2.07.018 Ramas de los núcleos del tálamo de la arteria coroidea anterior (rami nucleorum thalami arteriae choroideae anterioris)
- A12.2.07.019 Ramas de la sustancia negra de la arteria coroidea anterior (rami substantiae nigrae arteriae choroideae anterioris)
- A12.2.07.020 Ramas del núcleo rojo de la arteria coroidea anterior (rami nuclei rubri arteriae choroideae anterioris)
- A12.2.07.021 Ramas de la base del pedúnculo de la arteria coroidea anterior (rami cruris cerebri arteriae choroideae anterioris)

A12.2.07.022 Arteria cerebral anterior (arteria cerebri anterior)
A12.2.07.023 Porción precomunicante de la arteria cerebral anterior; segmento A1 de la arteria cerebral anterior (pars precommunicalis arteriae cerebri anterioris; segmentum A1 arteriae cerebri anterioris)
- A12.2.07.024 Arterias centrales anteromediales (arteriae centrales anteromediales)

- A12.2.07.025 Arterias estriadas mediales proximales (arteriae striatae mediales proximales)
- A12.2.07.026 Arteria supraóptica (arteria supraoptica)
- A12.2.07.027 Arterias perforantes anteriores (arteriae perforantes anteriores)
- A12.2.07.028 Arterias preópticas (arteriae preopticae)

- A12.2.07.029 Arteria comunicante anterior (arteria communicans anterior)

- A12.2.07.030 Arteria supraquiasmática (arteria suprachiasmatica)
- A12.2.07.031 Arteria comisural media (arteria commissuralis mediana)
- A12.2.07.032 Arteria callosa media (arteria callosa mediana)

A12.2.07.033 Porción postcomunicante de la arteria cerebral anterior; segmento A2 de la arteria cerebral anterior (pars postcommunicalis arteriae cerebri anterioris; segmentum A2 arteriae cerebri anterioris)
- A12.2.07.034 Arteria estriada medial distal (arteria striata medialis distalis)
- A12.2.07.035 Arteria frontobasal medial; arteria orbitofrontal medial (arteria frontobasalis medialis; arteria orbitofrontalis medialis)
- A12.2.07.036 Arteria del polo frontal (arteria polaris frontalis)
- A12.2.07.037 Arteria callosomarginal (arteria callosomariginalis)

- A12.2.07.038 Rama frontal anteromedial de la arteria callosomarginal (ramus frontalis anteromedialis arteriae callosomarginalis)
- A12.2.07.039 Rama frontal intermediomedial de la arteria callosomarginal (ramus frontalis intermediomedialis arteriae callosomarginalis)
- A12.2.07.040 Rama frontal posteromedial de la arteria callosomarginal (ramus frontalis posteromedialis arteriae callosomarginalis)
- A12.2.07.041 Rama cingular de la arteria callosomarginal (ramus cingularis arteriae callosomarginalis)
- A12.2.07.042 Ramas paracentrales (rami paracentrales arteriae callosomarginalis)

A12.2.07.043 Arteria pericallosa (arteria pericallosa)
- A12.2.07.044 Ramas precuneales de la arteria pericallosa (rami precuneales arteriae pericallosae)
- A12.2.07.045 Ramas parieto-occipitales de la arteria pericallosa (rami parietooccipitalis arteriae pericallosae)

A12.2.07.046 Arteria cerebral media (arteria cerebri media)
A12.2.07.047 Porción esfenoidal de la arteria cerebral media; porción horizontal de la arteria cerebral media; segmento M1 de la arteria cerebral media (pars sphenoidalis arteriae cerebri medii; Pars horizontalis arteriae cerebri medii; segmentum M1 arteriae cerebri medii)
- A12.2.07.048 Arterias centrales anterolaterales; arterias lentículo-estriadas (arteriae centrales anterolaterales)

- A12.2.07.049 Ramas estriadas proximales laterales de la arteria central anterolateral (rami striati proximales laterales arteriae centralium anterolateralium)
- A12.2.07.050 Ramas estriadas distales laterales de la arteria central anterolateral (rami striati distales laterales arteriae centralium anterolateralium)

- A12.2.06.020 Arteria del uncus (arteria uncalis)
- A12.2.07.051 Arteria del polo temporal (arteria polaris temporalis)
- A12.2.07.052 Arteria temporal anterior (arteria temporalis anterior)

A12.2.07.053 Porción insular de la arteria cerebral media; segmento M2 de la arteria cerebral media (pars insularis arteriae cerebri medii; segmentum M2 arteriae cerebri medii)
- A12.2.07.054 Arterias insulares (arteriae insulares)

A12.2.07.055 Ramas terminales inferiores de la arteria cerebral media; ramas corticales inferiores de la arteria cerebral media; segmento M3 de la arteria cerebral media (rami terminales inferiores arteriae cerebri medii; rami corticales inferiores; segmentum M3 arteriae cerebri medii)
- A12.2.07.056 Rama temporal anterior de la arteria cerebral media (ramus temporalis anterior arteriae cerebri medii)
- A12.2.07.057 Rama temporal media de la arteria cerebral media (ramus temporalis medius arteriae cerebri medii)
- A12.2.07.058 Rama temporal posterior de la arteria cerebral media (ramus temporalis posterior arteriae cerebri medii)
- A12.2.07.059 Rama témporo-occipital de la arteria cerebral media (ramus temporooccipitalis arteriae cerebri medii)
- A12.2.07.060 Rama del giro angular de la arteria cerebral media (ramus gyri angularis arteriae cerebri medii)

A12.2.07.061 Ramas corticales superiores de la arteria cerebral media; segmento M4 de la arteria cerebral media (rami terminales superiores arteriae cerebri medii; rami corticales superiores arteriae cerebri medii; segmentum M4 arteriae cerebri medii)
- A12.2.07.062 Arteria orbitofrontal lateral (arteria frontobasalis lateralis; arteria orbitofrontalis lateralis)
- A12.2.07.063 Arteria prefrontal (arteria prefrontalis)
- A12.2.07.064 Arteria del surco precentral (arteria sulci precentralis)
- A12.2.07.065 Arteria del surco central (arteria sulci centralis)
- A12.2.07.066 Arteria del surco postcentral (arteria sulci postcentralis)
- A12.2.07.067 Arteria parietal anterior (arteriae parietales anterior)
- A12.2.07.068 Arteria parietal posterior (arteriae parietales posterior)

A12.2.06.018 Arteria comunicante posterior (arteria communicans posterior)
- A12.2.07.069 Arterias centrales posteromediales de la arteria comunicante posterior (arteriae centrales posteromediales arteriae communicans posterior)

- A12.2.07.070 Ramas anteriores de la arteria central posteromedial (rami anteriores arteriae centralis posteromedialis arteriae communicantis posterioris)
- A12.2.07.071 Ramas posteriores de la arteria central posteromedial (rami posteriores arteriae centralis posteromedialis arteriae communicantis posterioris)

- A12.2.07.072 Rama quiasmática de la arteria comunicante posterior (ramus chiasmaticus arteriae communicantis posterioris)
- A12.2.07.073 Arteria del túber cinereum (arteriae tuberis cinerei)

- A12.2.07.074 Ramas mediales de la arteria del túber cinereum (rami mediales arteriae tuberis cinerei)
- A12.2.07.075 Ramas laterales de la arteria del túber cinereum (rami laterales arteriae tuberis cinerei)

- A12.2.07.076 Arteria talamotuberal; arteria premamilar (arteria thalamotuberalis)
- A12.2.07.077 Rama hipotalámica de la arteria comunicante posterior (ramus hypothalamicus arteriae communicantis posterioris)
- A12.2.07.078 Arterias mamilares (arteriae mammillares)
- A12.2.07.079 Rama del nervio oculomotor de la arteria comunicante posterior (ramus nervi oculomotorii arteriae communicantis posterioris)

A12.2.07.080 Círculo arterial cerebral (circulus arteriosus cerebri)
A12.2.06.001 Arteria carótida interna (arteria carotis interna)
A12.2.07.022 Arteria cerebral anterior (arteria cerebri anterior)
A12.2.07.029 Arteria comunicante anterior (arteria communicans anterior)
A12.2.07.046 Arteria cerebral media (arteria cerebri media)
A12.2.06.018 Arteria comunicante posterior (arteria communicans posterior)
A12.2.07.081 Arteria basilar (arteria basilaris)
A12.2.07.082 Arteria cerebral posterior (arteria cerebri posterior)
A12.2.07.083 Porción precomunicante de la arteria cerebral posterior; segmento P1 de la arteria cerebral posterior (pars precommunicalis arteriae cerebri posterioris; segmentum P1 arteriae cerebri posterioris)
- A12.2.07.084 Arterias centrales posteromediales (arteriae centrales posteromediales)
- A12.2.07.085 Arterias circumferenciales cortas (arteriae circumferentiales breves)
- A12.2.07.086 Arteria tálamo-perforante (arteria thalami perforans)
- A12.2.07.087 Arteria collicular (arteria collicularis; arteria quadrigeminalis; segmentum P3 arteriae cerebri posterioris)

A12.2.07.088 Porción postcomunicante de la arteria cerebral posterior; segmento P2 de la arteria cerebral posterior (pars postcommunicalis arteriae cerebri posterioris; segmentum P2 arteriae cerebri posterioris)
- A12.2.07.089 Arterias centrales posterolaterales (arteriae centrales posterolaterales arteriae cerebri posterior)
- A12.2.07.090 Arteria talamogeniculada (arteria thalamogeniculata)
- A12.2.07.091 Ramas coroides posteriores mediales de la arteria cerebral posterior (rami choroidei posteriores mediales arteriae cerebri posterioris)
- A12.2.07.092 Ramas coroides posteriores laterales de la arteria cerebral posterior (rami choroidei posteriores laterales arteriae cerebri posterioris)
- A12.2.07.093 Ramas pedunculares de la arteria cerebral posterior (rami pedunculares arteriae cerebri posterioris)

A12.2.07.094 Arteria occipital lateral; segmento P3 de la arteria cerebral posterior (arteria occipitalis lateralis; segmentum P3 arteriae cerebri posterioris)
- A12.2.07.095 Ramas temporales anteriores de la arteria occipital lateral (rami temporales anteriores arteriae occipitalis lateralis)
- A12.2.07.096 Ramas temporales intermedias de la arteria occipital lateral (rami temporales intermedii arteriae occipitalis lateralis; Rami temporales medii arteriae occipitalis lateralis)
- A12.2.07.097 Ramas temporales posteriores de la arteria occipital lateral (rami temporales posteriores arteriae occipitalis lateralis)

A12.2.07.098 Arteria occipital medial; segmento P4 de la arteria cerebral posterior (arteria occipitalis medialis; segmentum P4 arteriae cerebri posterioris)
- A12.2.07.099 Rama dorsal del cuerpo calloso de la arteria occipital medial (ramus corporis callosi dorsalis arteriae occipitalis medialis)
- A12.2.07.100 Rama parietal de la arteria occipital medial (ramus parietalis arteriae occipitalis medialis)
- A12.2.07.101 Rama parieto-occipital de la arteria occipital medial (ramus parietooccipitalis arteriae occipitalis medialis)
- A12.2.07.102 Rama calcarina de la arteria occipital medial (ramus calcarinus arteriae occipitalis medialis)
- A12.2.07.103 Rama occipitotemporal de la arteria occipital medial (ramus occipitotemporalis arteriae occipitalis medialis)

## Región carotídea
Tanto la carótida primitiva izquierda como la derecha discurren por el cuello, de forma similar, a través de sendas regiones carotídeas, con forma de prisma triangular, que presentan:
1. Una pared posterior, osteomuscular formada por las apófisis transversas de las vértebras cervicales (C4 a C7) revestidas por los músculos prevertebrales del cuello.
2. Una pared interna, visceral, formada por el eje traqueolaríngeo por delante, y por el faringoesofágico por detrás.
3. Una pared anteroexterna, muscular, formada por el esternocleidomastoideo. La carótida común queda separada de este músculo por la vena yugular interna. En la parte posterior, entre carótida común y VYI, discurre el nervio vago.

Las estructuras presentes en esta región son:
- Músculos esternocleidomastoideo, escalenos y prevertebrales; vena yugular interna, arteria carótida común, nervios vago, espinal y simpático cervical; ganglios linfáticos cervicales.

## Imágenes adicionales

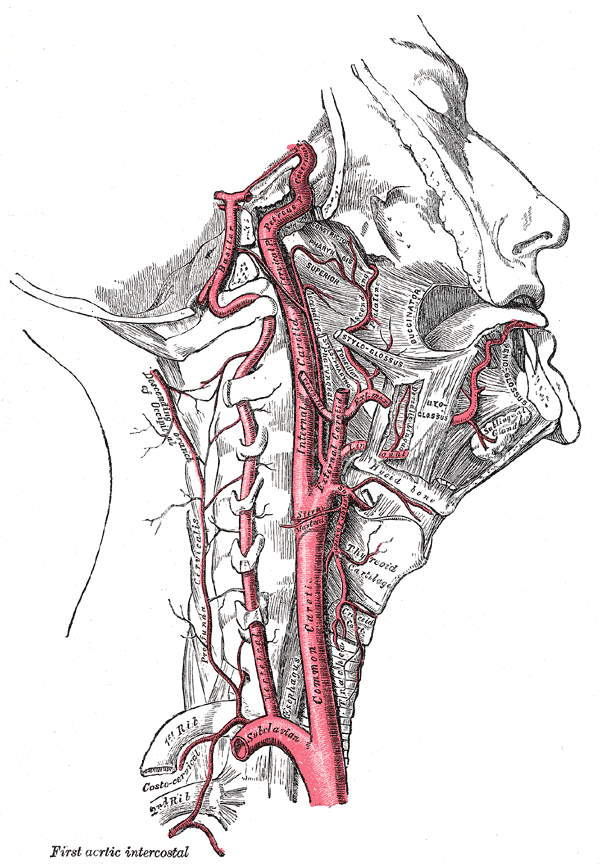
Arterias del cuello. Las carótidas internas nacen de las dos carótidas comunes, señaladas en el dibujo como Common caroti.